# Projeto Puma
O Projeto Puma é um projeto de pesquisa criado em 1988 para responder a ataques a rebanhos que estavam acontecendo em Santa Catarina na época. Representantes de várias cidades deste estado enviavam pedidos de ajuda à superintendência do IBAMA em Florianópolis. Dois estudantes de biologia da Universidade Federal de Santa Catarina na época se prontificaram a fazer os atendimentos e descobrir qual a espécie que estaria atacando rebanhos domésticos, iniciativa que deu início ao Projeto Puma.
A primeira viagem foi ao Alto Vale do Itajaí, para Rio dos Cedros e Alto Palmeiras. Lá determinou-se que o Puma concolor seria o responsável pelos ataques a rebanhos, e este padrão se repetiu para todo o estado de Santa Catarina, e também no Nordeste do Rio Grande do Sul e Sudeste do Paraná.

## Resultados
O Projeto Puma realizou inúmeras pesquisas sobre o Puma concolor e sua relação com a paisagem. No ano de 1996 o Projeto Puma foi convidado pelo Serviço Florestal da Califórnia a apresentar alguns de seus resultados em San Diego, no conhecido encontro sobre pumas realizado anualmente nos Estados Unidos (Mountain Lion Workshop).
Nos anos de 1999 e 2000, o Projeto Puma instalou-se no Parque Ecológico da Klabin em Telêmaco Borba, como resultado de um aumento nas visualizações do Puma concolor na área, inclusive com a espécie fazendo incursões nas vilas residenciais. A pesquisa foi publicada em um periódico internacional comprovando que os procedimentos da empresa tornaram as florestas mistas de exóticas e nativas como habitat para o Puma concolor e suas presas.

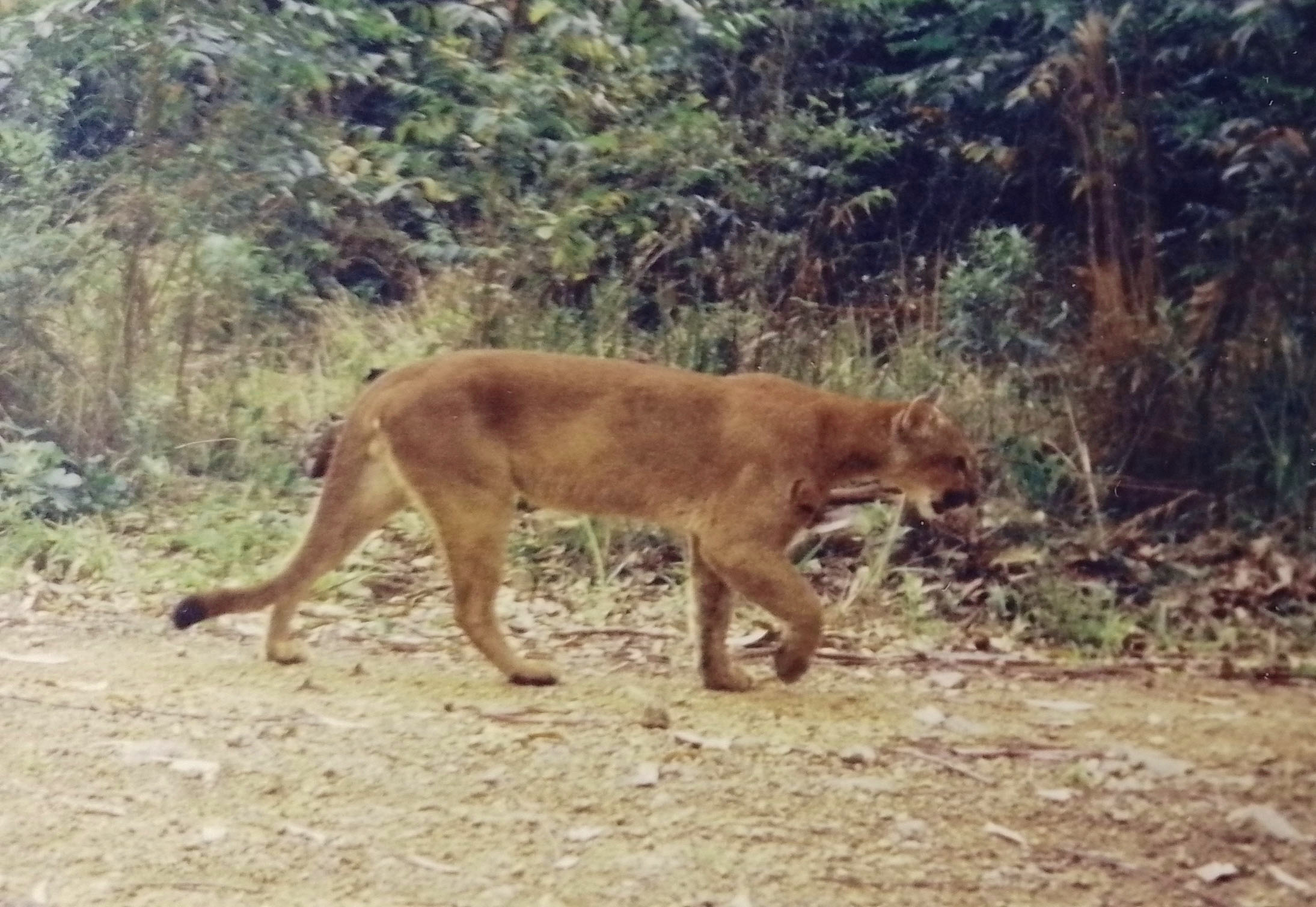
Puma concolor fotografado pelo Projeto Puma na área florestal da Klabin em Telêmaco Borba, no ano de 1999

Provavelmente como resultado deste trabalho do Projeto Puma a Klabin batizou suas próximas fábricas como 'Projeto Puma'.
Uma pesquisa marcante foi aquela relacionada com a recolonização do Puma concolor no Brasil, publicado no ano de 2012. Até a década de 1970 houve um corte indiscriminado das florestas Brasileiras, fazendo com que a fauna mais sensível desaparecesse. O início do Projeto Puma, em 1988, foi justamente quando o Puma concolor começou a retomar sua antiga distribuição geográfica. Agora é bem comum até a visualização da espécie, em locais onde havia desaparecido. Mesmo recentemente o Puma concolor tem sido registrado recolonizando áreas onde havia sido extinto.
O ano de 2005 marcou o início de cursos de campo, que logo se transformaram em Pesquisa Cidadã, quando voluntários são treinados para fazer parte das pesquisas.
Nesta fase de trabalhar com Pesquisa Cidadã, o Projeto Puma fez parcerias com várias instituições, entre elas a Universidade do Estado de Nova Iorque (SUNNY OSWEGO) a Biosphere Expeditions, Cybelle Planète e o Instituto Marcos Daniel.
A Biosphere Expeditions tornou-se uma parceria duradoura. Esta instituição conduz expedições com Ciência Cidadã em várias partes do mundo. O Projeto Puma iniciou a parceria com a Biosphere Expeditions em um projeto no Brasil, mais especificamente na Baía de Guaratuba no Paraná. Desde então vários projetos da Biosphere Expeditions foram aperfeiçoados com novas abordagens amostrais e de treinamento de equipe sugeridas pelo Projeto Puma. No ano de 2025 as duas organizações trabalham em parceria para produzir uma pesquisa realizada no Quirguistão com leopardos das neves Panthera uncia.